# Ma Qun
Ma Qun (en xinès 马群, en Pinyin: Mǎ Qún; nascut el 5 de novembre de 1991 a Shandong) és un jugador d'escacs xinès, que té el títol de Gran Mestre des de 2013.
A la llista d'Elo de la FIDE del juny de 2020, hi tenia un Elo de 2630 punts, cosa que en feia el jugador número 12 (en actiu) de la Xina. El seu màxim Elo va ser de 2648 punts, a la llista del gener de 2018.

## Resultats destacats en competició
A les darreries de 2013 empatà al primer lloc amb sis jugadors més al torneig de nadal de Hastings
L'agost de 2016 fou campió del XVIII Obert de Sants amb 8 punts de 10, empatat en punts amb Wan Yunguo, Jorge Cori, Krishnan Sasikiran, Cristhian Cruz i Jules Moussard.